# Église Saint-Arbogast de Strasbourg
L'église Saint-Arbogast est située rue des Mérovingiens dans le quartier de la Montagne Verte à Strasbourg.
Construite en 1910, son originalité lui vient de ses colombages.
Elle se trouvait sur le glacis du rempart de Strasbourg, zone qui restait dégagée pour la défense, et où les seules constructions autorisées devaient être légères et faciles à détruire en cas de besoin : ce fut le cas en 1914, quand l'armée française descendit la vallée de la Bruche ; le curé fut prévenu que l'église risquait d'être rasée. Le fort de Mutzig ayant stoppé l'offensive française, l'église fut épargnée.
L'église a été inscrite au titre des monuments historiques en 2022.

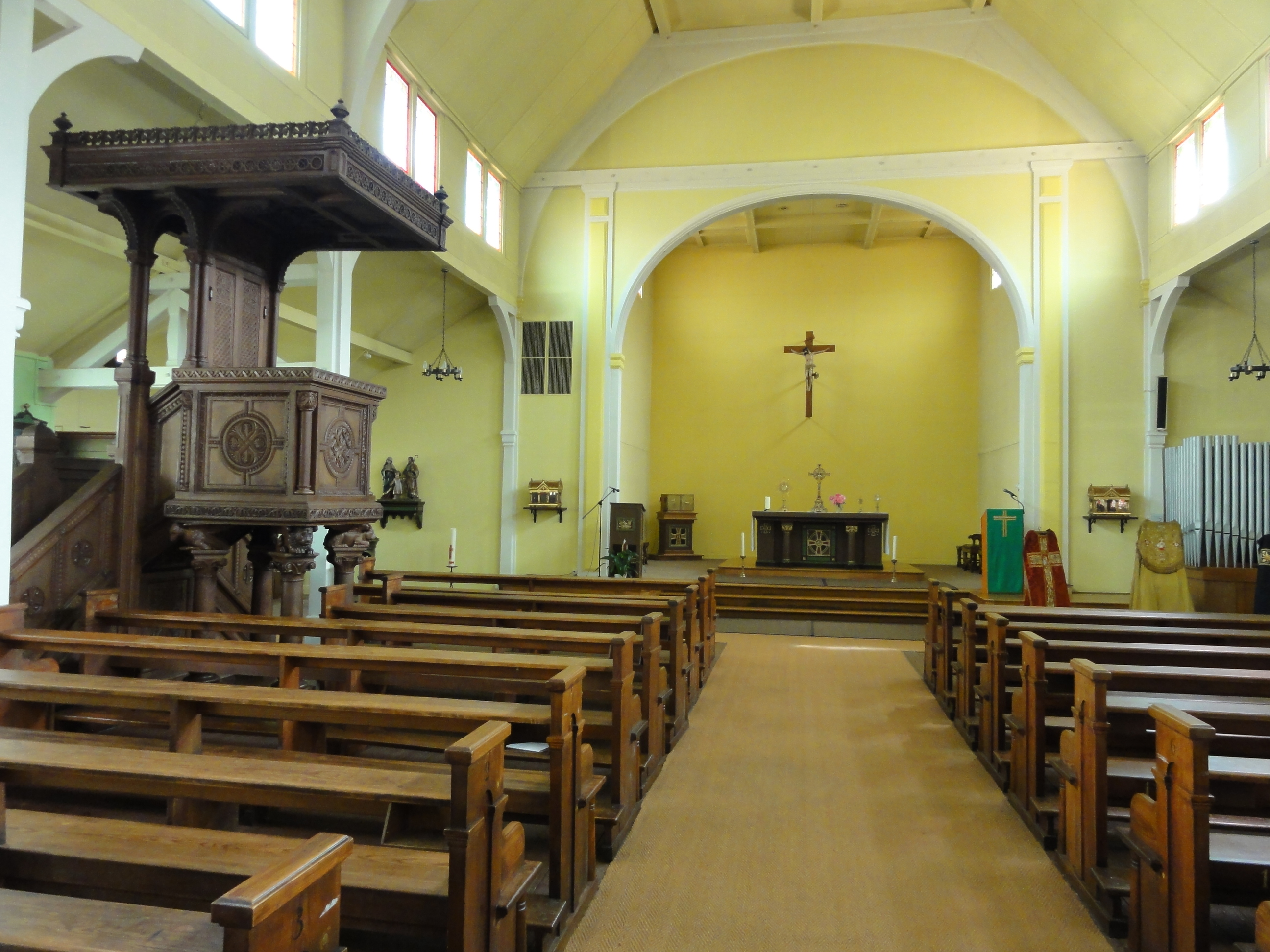
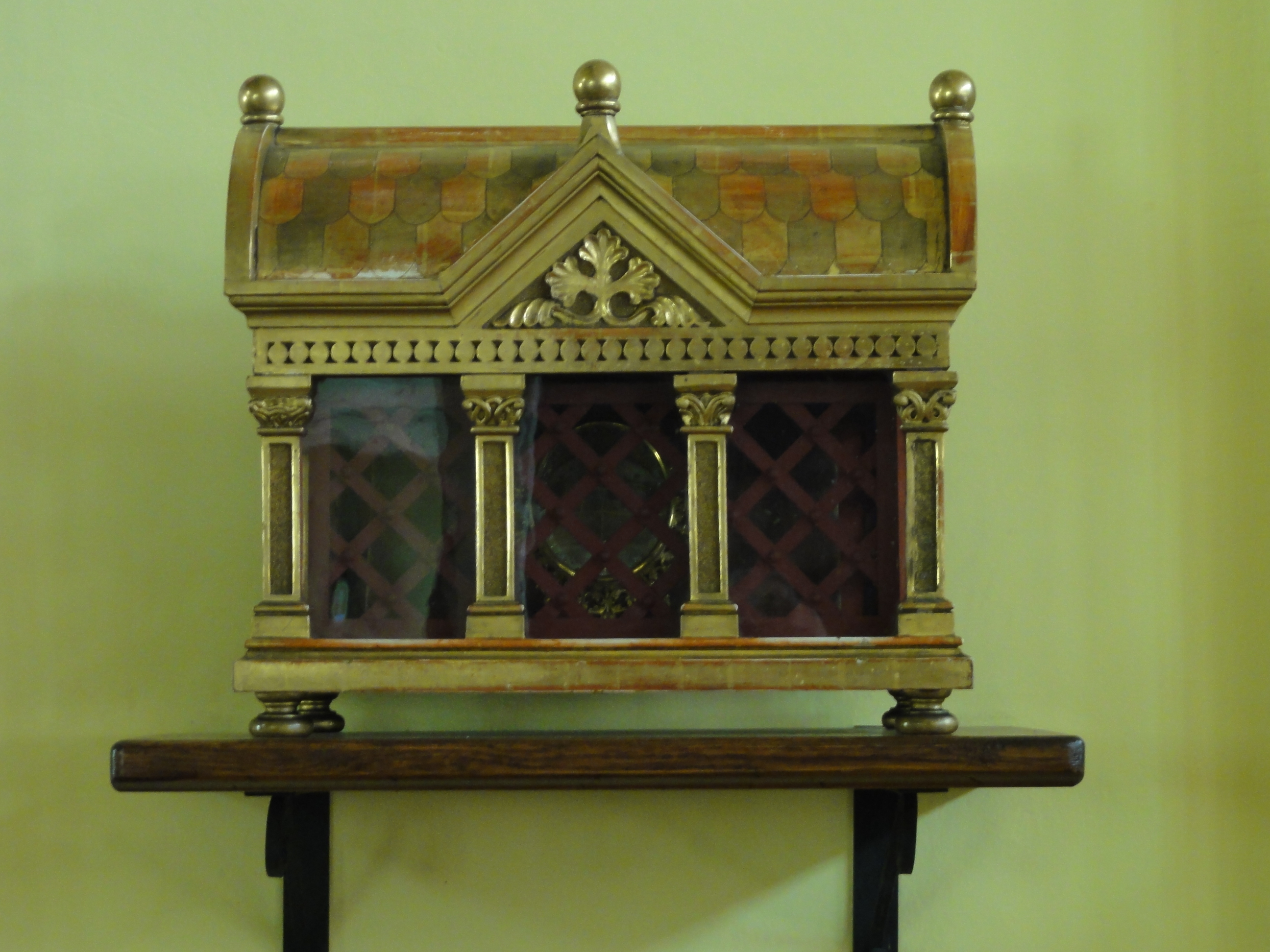
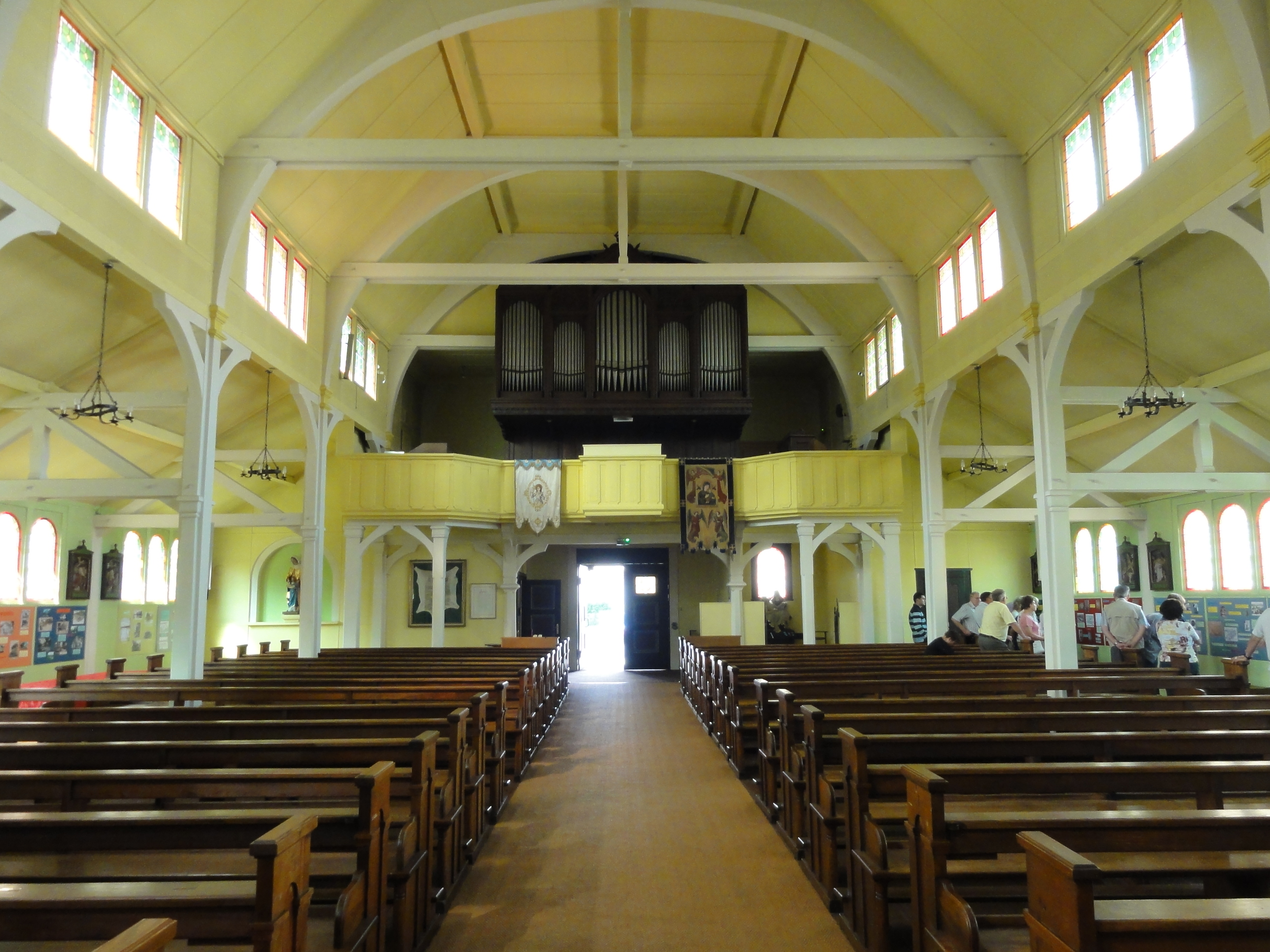
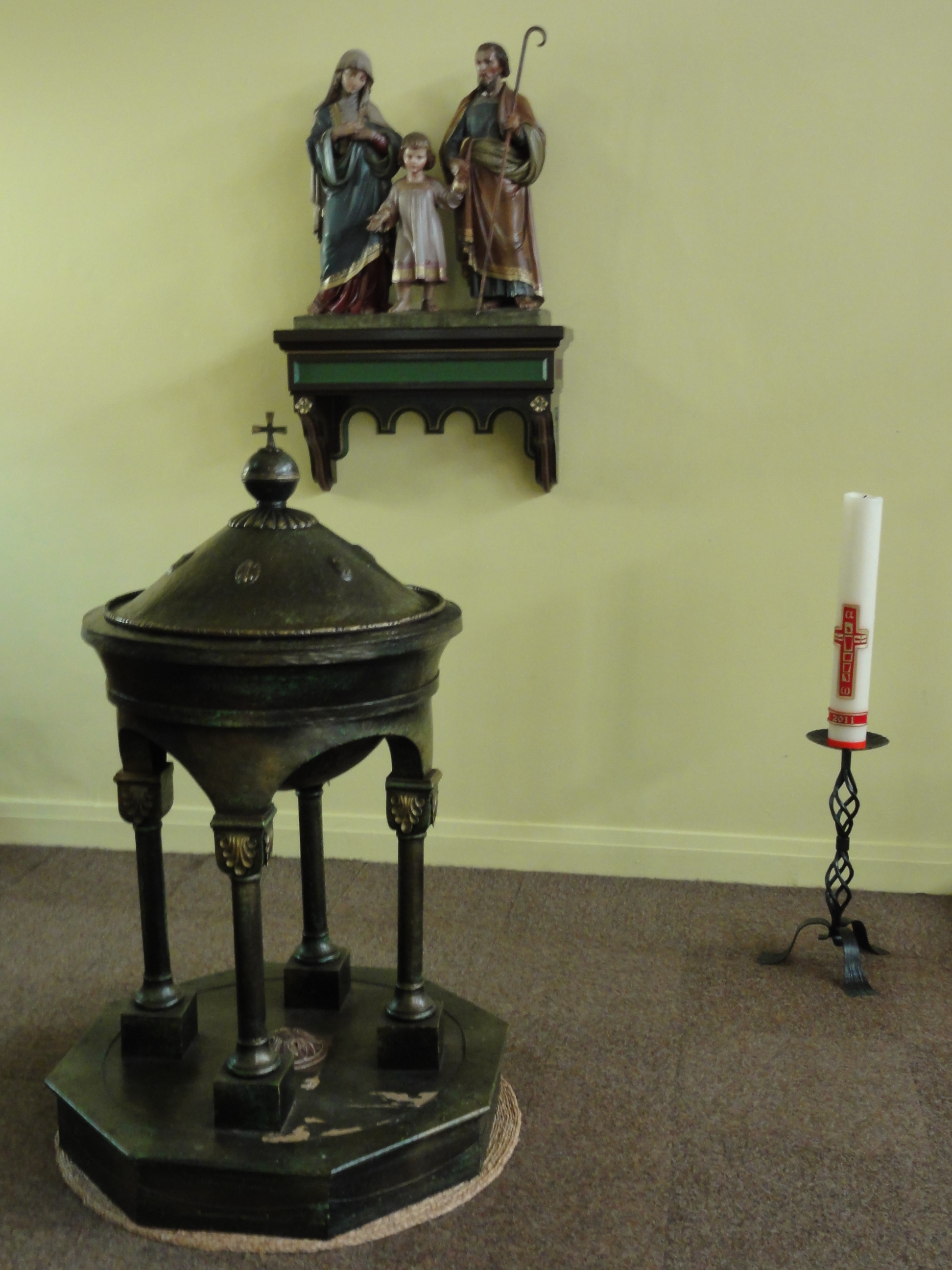